# Angelito (personatge de còmic)
Angelito, és un personatge de ficció i una sèrie de còmics d'humor. El seu autor i creador va ser el dibuixant, Manuel Vázquez Gallego, A Angelito, li varen canviar el nom pel de Gu-gú, el 1986 després del tancament de l'Editorial Bruguera i el personatge es comencés a publicar a la revista de còmics Garibolo. Aquest personatge es va publicar per primera vegada l'any 1964 a la revista Pulgarcito i a Tio Vivo, a les dues es va publicar pràcticament al mateix temps.

## Biografia de ficció i argument
Angelito, és un bebè que es desplaça amb una canastreta, el seu aspecte físic és el d'un bebè amb només dues, dens i uns quants cabells al centre del cap. Angelito, en els seus inicis destil·lava una crueltat i una violència extrema, es desplaça amb la seva canastreta fent unes gamberrades als vianants en les que el vianant en surt molt mal parat, però ell sempre se n'escapa bé i amb una rialla d'orella a orella, amb el pas del temps les seves historietes es varen decantar cap a la fantasia i el surrealisme.

## Autors
El dibuixant i guionista d'aquest personatge és Manuel Vázquez Gallego que també signava amb el nom artístic de By Vazquez

## Publicacions
| Publicació      | Any   | Editorial                           | Als Numeros      | Notes                          |
| --------------- | ----- | ----------------------------------- | ---------------- | ------------------------------ |
| Tio Vivo        | 1964- | Editorial Bruguera,S.A.             | Diversos números |                                |
| Pulgarcito      | 1964- | Editorial Bruguera                  | Diversos números |                                |
| Mortadelo       | 1970  | Editorial Bruguera                  | Diversos números |                                |
| Bruguelandia    | 1981  | Editorial Bruguera                  | Diversos números |                                |
| Super DDT       | 1973  | Editorial Bruguera                  | Diversos números |                                |
| Super Tio Vivo  | 1972  | Editorial Bruguera                  | Diversos números |                                |
| Super Sacarino  | 1975  | Editorial Bruguera                  | Diversos números |                                |
| Super Mortadelo | 1972  | Editorial Bruguera                  | Diversos números |                                |
| Super Tio Vivo  | 72    | Editorial Bruguera                  | Diversos números |                                |
| Angelito        | 2009  | R.B.A. Promotora de Ediciones, S.A. | 26               | Col·lecció: CLÁSICOS DEL HUMOR |